# Troubadours on the Rhine - a trio performance
Troubadours on the Rhine - a trio performance è un album live della cantante Loreena McKennitt, pubblicato nel 2012.

## Storia
Registrato il 24 marzo 2011 nello studio SWR in Germania, durante un concerto, eseguito in trio con, oltre alla McKennitt: Brian Hughes e Caroline Lavelle.

## Tracce
Testi e musiche di Loreena McKennitt.
1. Bonny Portmore – 3:46
2. Down By The Sally gardens – 4:22
3. The Wind That Shakes The Barley – 4:46
4. Between The Shadows – 4:25
5. The Lady Of Shalott – 6:58
6. Stolen Child – 5:14
7. Penelope's Song – 3:54
8. The Bonny Swans – 5:53
9. The Parting Glass – 5:10

## Formazione
- Loreena McKennitt - voce; arpa e piano
- Brian Hughes - chitarra
- Caroline Lavelle - violoncello